# Skalnica naprzeciwlistna
Skalnica naprzeciwlistna (Saxifraga oppositifolia L.) – gatunek rośliny należący do rodziny skalnicowatych. Występuje w górach Azji, Europy i Ameryki Północnej oraz w tundrze. Roślina arktyczna, rosnąca także na północnej Syberii, na Alasce i na Grenlandii. W Polsce występuje jedynie w Tatrach i to w najwyższych ich partiach (roślina tatrzańska). Niektórzy autorzy notują występowanie skalnicy naprzeciwlistnej także w Karkonoszach.

## Morfologia
PokrójNiewielka roślina darniowa, tworząca dość gęste darnie o wysokości zaledwie 0,5-1,5 cm. Z darni wyrastają pionowo do góry nieco dłuższe pędy kwiatowe.
ŁodygaKrótkie, pełzające pędy płonne, od których odgałęziają się wzniesione, również krótkie (mają długość do 3 cm) pędy kwiatowe.
LiścieUlistnienie naprzeciwległe (stąd gatunkowa nazwa rośliny, zarówno w języku polskim, jak i łacińskim). Liście drobne, sztywne, o kształcie odwrotnie jajowatym. Mają odgięte wierzchołki. Pędy płonne są bardzo gęsto ulistnione liśćmi wyrastającymi w 4 szeregach. Na brzegach liści występuje przeważnie 1 (czasami, ale rzadko 3) wypotniki oraz długie i sztywne rzęsy.
KwiatyPojedynczo na szczytach pędów kwiatowych. Kwiaty mają długość 7-12 mm i kolor od różowoliliowego do fioletowopurpurowego. Działki kielicha orzęsione, ok. trzykrotnie krótsze od płatków korony. Kwiaty promieniste, o 5, rzadziej 4 płatkach korony z na wpół dolnym słupkiem.
OwocTorebka.

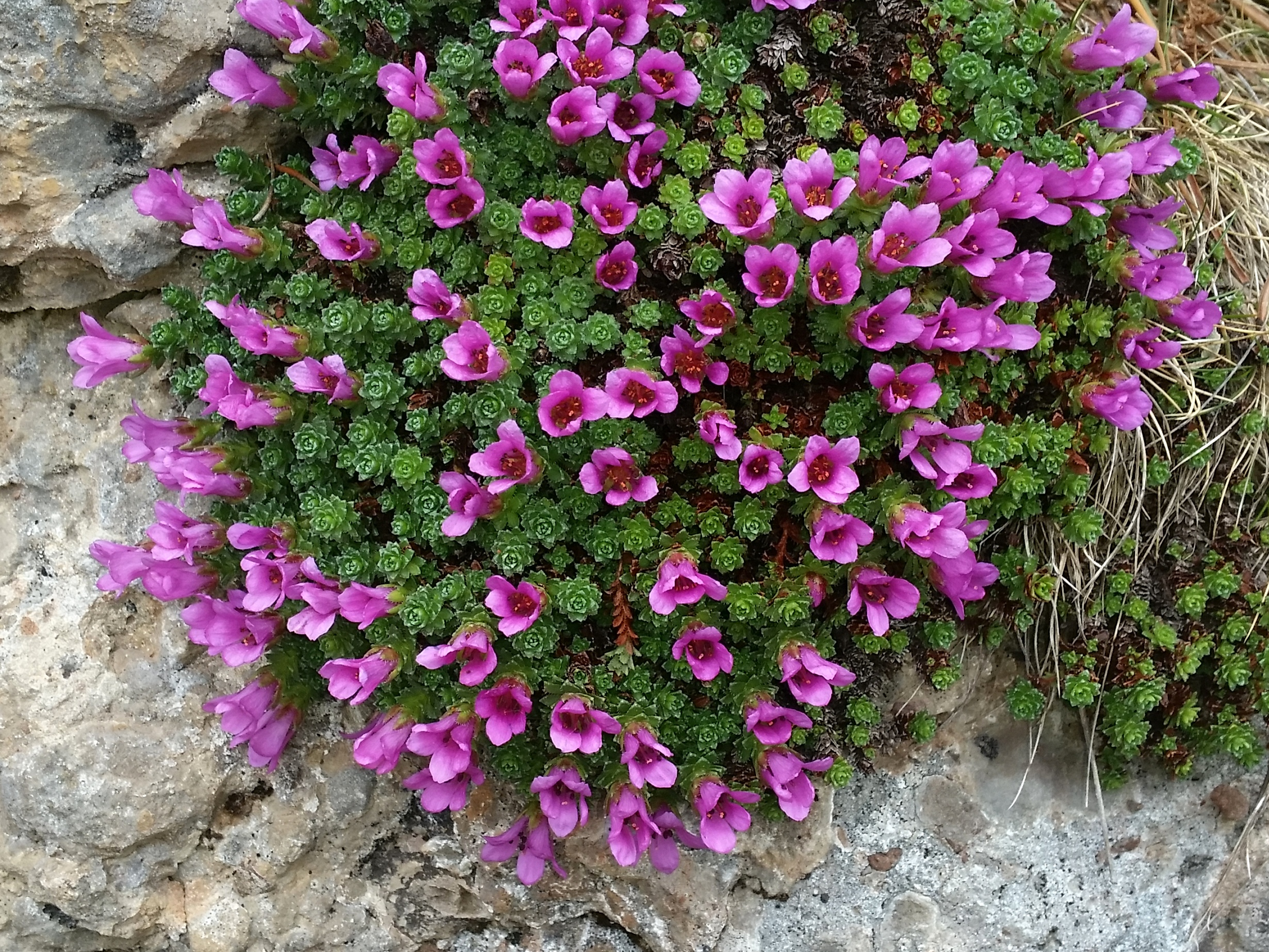
Pokrój
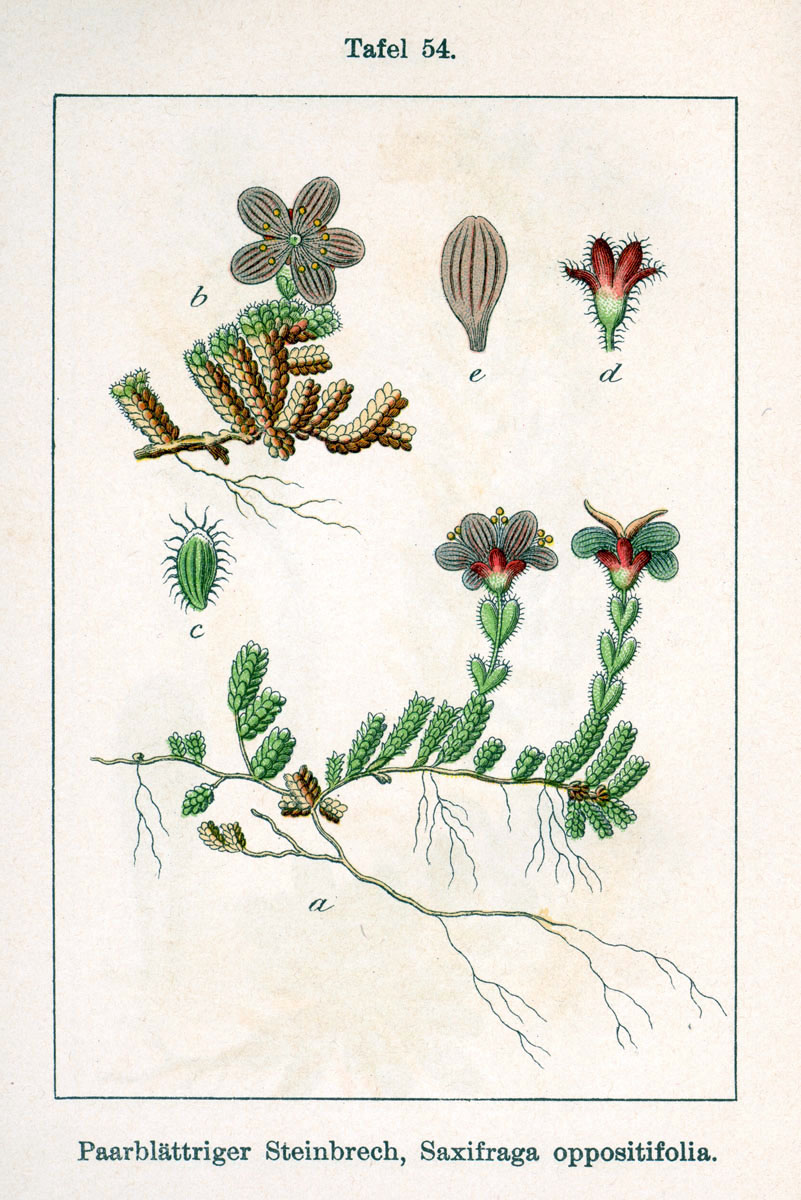
Morfologia
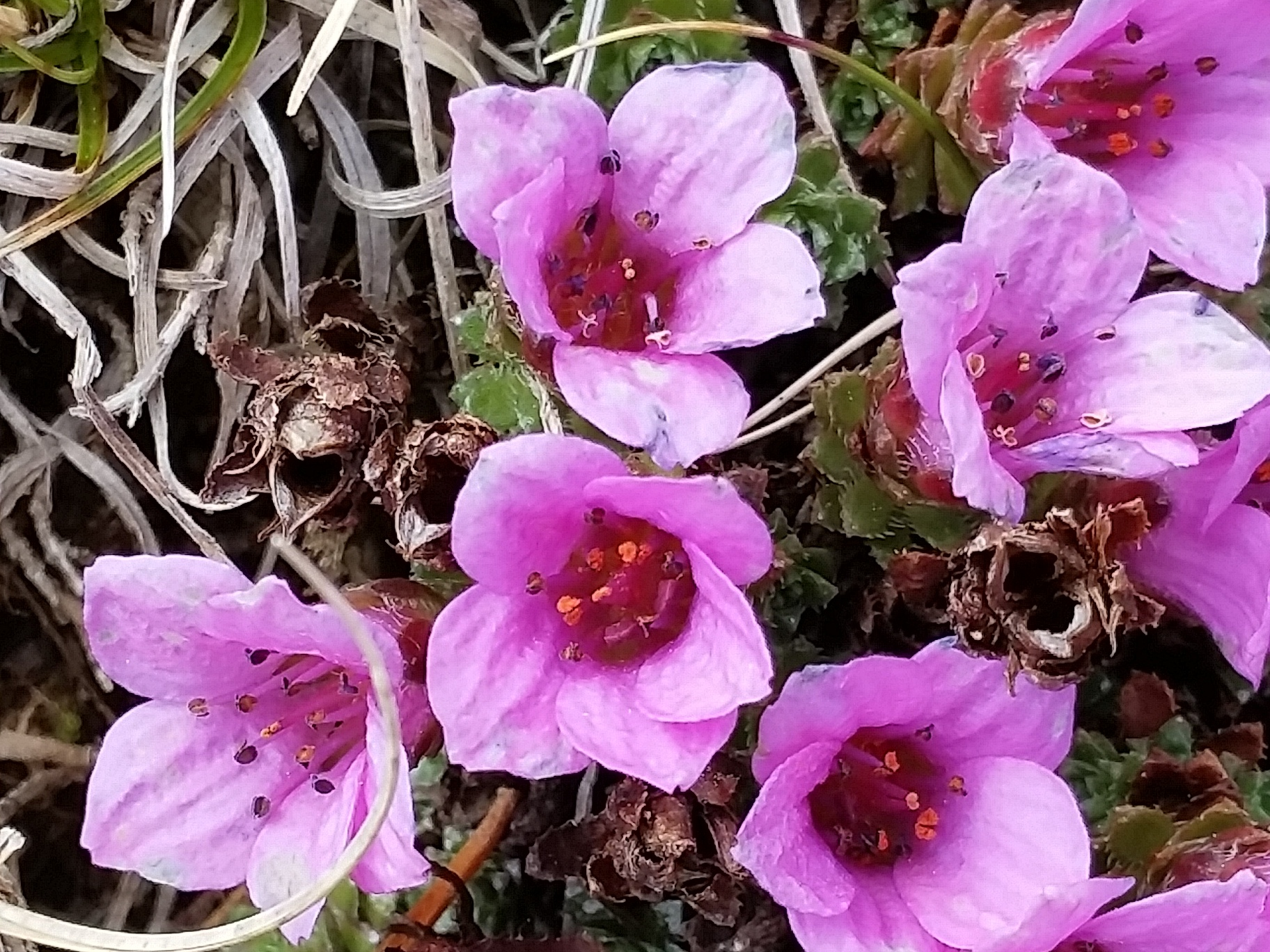
Kwiaty

## Biologia i ekologia
- Rozwój: bylina. Roślina kwitnie od kwietnia do lipca. Kwiaty mimo tak niewielkich rozmiarów bezwzględnych, są jednak bardzo duże w porównaniu z miniaturowymi rozmiarami pędów, z których wyrastają. Duże i jaskrawe kwiaty to przystosowanie występujące u wielu roślin górskich, mające za cel skuteczne zwabienie owadów. Wysoko w górach owady są bowiem nieliczne, a i surowa i zmienna pogoda często uniemożliwia im oblot kwiatów[9].

- Siedlisko: jeden z bardziej wysokogórskich gatunków (orofit), a także roślina arktyczna. Należy do jednej z najbardziej wytrzymałych na mróz i surowe wysokogórskie warunki roślin. W Tatrach występuje od regla górnego po piętro turniowe, przy czym dwa najwyższe piętra – alpejskie i turniowe stanowią główny ośrodek jej występowania. Rośnie na skałach i w szczelinach skalnych, w naskalnych murawach, na żwirkach. Występuje na podłożu wapiennym, rzadko na granitowym[6].
- W klasyfikacji zbiorowisk roślinnych gatunek charakterystyczny dla rzędu (O.) Androsacetalia alpinae[10].